# Carcinoma basocellulare
Il carcinoma basocellulare (basal cell carcinoma, BCC) è la più comune neoplasia epidermica maligna. Colpisce in prevalenza la cute fotoesposta ed in particolare quella del viso. 
Il termine basocellulare deriva dalla somiglianza delle sue cellule a quelle dello strato basale dell'epidermide.

## Epidemiologia
Il carcinoma basocellulare è la neoplasia maligna più comune nell'uomo. Si stima che da un terzo alla metà dei casi non vengano registrati e che quindi la sua reale prevalenza sia pari a quella di tutte le altre neoplasie maligne messe insieme. Costituisce circa il 75% dei tumori cutanei non-melanomatosi (non-melanoma skin cancer) così chiamati per la loro minore aggressività rispetto al melanoma.
L'incidenza sta aumentando di circa il 10% all'anno negli Stati Uniti e nel Regno Unito, del 7,5% nei Paesi Bassi. Questo fenomeno è in parte dovuto all'invecchiamento della popolazione, ad una maggiore frequenza degli screening e ad una maggiore tendenza a riportare questo tipo di tumore tuttavia il maggiore aumento riscontrato nei carcinomi basocellulari del tronco rispetto a quelli del capo potrebbe indicare una maggiore esposizione ai raggi UV.
Ecco l'incidenza calcolata in alcune nazioni:
| Nazione     | Incidenza       |
| ----------- | --------------- |
| Australia   | 884 per 100 000 |
| Croazia     | 34 per 100 000  |
| Danimarca   | 91 per 100 000  |
| Paesi Bassi | 88 per 100 000  |
| Slovacchia  | 38 per 100 000  |
| Svizzera    | 70 per 100 000  |
| Regno Unito | 146 per 100 000 |
| Stati Uniti | 170 per 100 000 |

## Eziologia
L'età è il principale fattore di rischio non modificabile per lo sviluppo di carcinoma basocellulare; circa l'80% dei pazienti ha infatti più di 60 anni e risulta raro prima dei 20 anni.
Il sesso maschile ne è più soggetto rispetto a quello femminile e ha il 30% di probabilità in più di sviluppare un secondo carcinoma basocellulare, soprattutto nei sei mesi successivi all'insorgenza della prima lesione e nei pazienti di età superiore ai 65 anni.

### Fattori genetici
La sindrome di Gorlin (o sindrome del nevo basocellulare) è una patologia genetica a trasmissione autosomica dominante caratterizzata da mutazioni del gene PTCH che determinano lo sviluppo di carcinomi basocellulari multipli, macrocefalia, anomalie scheletriche facciali, vertebrali e delle ossa lunghe, medulloblastoma, rabdomiosarcoma, calcificazione della grande falce, cisti radicolari, cisti sebacee, milia e pits palmo-plantari.
Altre malattie genetiche caratterizzate dallo sviluppo di questa neoplasia sono lo xeroderma pigmentoso, la sindrome da amartoma follicolare basaloide generalizzato, la sindrome di Bazex-Duprè-Christol, la sindrome di Rombo e la sindrome di Happle-Tinschert.

### Fattori ambientali
Il fattore ambientale più importante è l'esposizione intermittente ai raggi UV (particolarmente nell'infanzia) ciò significa che anche la fototerapia, la PUVA e indirettamente i farmaci fotosensibilizzanti rappresentano un rischio. L'irradiazione solare è positivamente associata con l'incidenza del tumore mentre la latitudine è negativamente associata ad esso.
Il rischio è massimo per i caucasici di fototipo I e II, specie se risiedono in paesi ed elevata irradiazione, su tutti l'Australia che non a caso presenta la maggiore incidenza al mondo anche per il carcinoma spinocellulare e il melanoma. Le scottature possono aumentare il rischio nei soggetti con meno di 20 anni
La presenza di cheratosi attiniche, eritema solare, elastosi solare, lentiggini e teleangectasie aumenta il rischio di sviluppare questo tumore dal momento che in questi pazienti raggi UV espletano i loro effetti su una cute già fotodanneggiata.
L'immunosoppressione rappresenta un fattore molto importante nei pazienti affetti da leucemie, linfomi, immunodeficienza e nei trapiantati dove il rischio è 10-15 volte superiore rispetto alla popolazione non affetta e dove questo tumore tende ad essere più aggressivo.
Le infezioni da papillomavirus insieme ad altri meno comuni come l'esposizione all'arsenico inorganico (derivante dall'assunzione di acqua contaminata o da alcuni insetticidi come il Verde di Parigi) e le radiazioni ionizzanti.

## Patogenesi
Le radiazioni UVA causano un danno indiretto del DNA promuovendo la sintesi di specie reattive dell'ossigeno (ROS) che si combinano con altre molecole come lipidi, proteine e DNA danneggiandole o formando addotti. Le radiazioni UVB provocano invece un danno diretto a DNA e RNA determinando la formazione di legami covalenti tra pirimidine adiacenti e quindi di dimeri di ciclopirimidina o addotti di pirimidina. Se i meccanismi di riparazione del DNA non riescono a correggere queste alterazioni nella maggior parte dei casi la cellula muore per apoptosi ma in una minoranza si verifica una mutazione. L'accumulo di mutazioni in specifici geni, in particolare PTCH1, porta alla formazione del tumore.
PTCH1 (Protein patched homolog 1) è un oncosoppressore coinvolto nella segmentazione dell'embrione situato nel locus 9q22.3. Questo gene presenta mutazioni loss-of-function nell'80-90% dei carcinomi basocellulari e frequenti mutazioni somatiche nelle forme familiari. Codifica per Patched-1, una proteina transmembrana a dodici passaggi che funge da recettore per la proteina morfogenetica sonic hedgehog (Shh). Quando la via di segnalazione di Shh è inattiva, ovvero quando Shh non è legata a Ptch-1, quest'ultima inibisce smoothened (Smo), un GPCR. Quando invece Shh si lega a Ptch-1 il complesso si stacca dalla membrana plasmatica e finisce nel citoplasma, Smo invece non è più inibita e può essere incorporata nella membrana delle ciglia primarie. Qui Smo favorisce il reclutamento, l'attivazione e l'importazione nel nucleo del fattori di trascrizione della famiglia Gli, normalmente inibiti dalla proteina Sufu. Entrata nel nucleo, Gli si lega al DNA attivando i suoi geni bersaglio, soprattutto FOXM1, un fattore di trascrizione importante soprattutto nelle fasi S e G2 del ciclo cellulare. Nei carcinomi basocellulari questa via di segnalazione è attiva costitutivamente e potenziata dalla sovraregolazione di Gli da parte del complesso aPKC-ι/λ-MIM, localizzato nel centrosoma.
Altri geni associati allo sviluppo di questa neoplasia sono l'oncosoppressore TP53, mutato nella metà dei casi, la glutatione S-transferasi (GSTT1), un membro della famiglia del citocromo P450 (CYP2D6), le varianti geniche ASIP e TYR del gene del recettore della melanocortina-1 (MC1R), la β-catenina (CTNNB1) e la metalloproteinasi 14 (MMP14).

## Istologia
Le cellule del carcinoma basocellulare somigliano a quelle dello strato basale dell'epidermide o della matrice del follicolo pilifero. Sono cellule poco differenziate caratterizzate da scarso citoplasma scarsamente colorabile e povero in filamenti intermedi di cheratina, nuclei di discrete dimensioni, ovalari, compatti ed ipercromici, margini cellulari difficilmente distinguibili e presentano desmosomi che le ancorano a quelle adiacenti. Alla periferia dei nidi mostrano una disposizione a palizzata che tende ad essere persa nelle forme più aggressive e notevoli interazioni con il derma. Si tratta di un tumore le cui cellule presentano alto tasso di mitosi ma anche di apoptosi risultando in una bassa velocità di crescita se confrontata con quella dei carcinomi spinocellulari. Il derma superficiale è sede di fenomeni elastolitici di degenerazione solare ed è spesso presente un'intensa reazione desmoplastica. Nei preparati istologici si riscontra una retrazione artefattuale con la formazione di uno spazio otticamente vuoto all'interfaccia tumore-stroma.
Il tumore si sviluppa a partire dallo strato basale dell'epidermide, in particolare presso la giunzione tra questo e il dotto pilosebaceo. Forma numerose gemme che tendono a confluire, ingrandendosi fino a formare nidi e assumendo un pattern reticolare a livello delle creste epidermiche. In seguito si approfondisce nel derma rimanendo legato alla sua origine nell'epidermide oppure formando nidi separati da essa. A loro volta questi nidi possono generare altre "gemme" formando nidi secondari sino a formare masse multilobulari separate da setti di tessuto fibroso. Le modalità d'invasione del derma sono accompagnate da una reazione desmoplastica nel caso in cui avvenga sotto forma di cordoni di cellule e da un intenso infiltrato linfocitario quando si approfonda sotto forma di masse discrete.
In altri casi si assiste all'involuzione del tumore (o di una sua parte) che determina atrofia epidermica. Le forme aggressive tendono a causare ulcerazione che nelle forme meno invasive si rende manifesta quando la massa tumorale distrugge l'epidermide soprastante; esistono anche forme particolarmente deturpanti note come ulcus rodens. In generale, tuttavia, la formazione di metastasi è molto rara. 
In certi casi si verifica una discreta proliferazione di melanociti nel contesto del tumore la cui melanina viene internalizzata dai cheratinociti e dai melanofagi provocando la pigmentazione della lesione e la possibile errata diagnosi di melanoma. Ai margini delle masse tumorali è frequente il riscontro di mucina mentre al loro interno possono formarsi cisti in seguito alla degenerazione delle cellule centrali.

### Sottotipi
I quattro sottotipi più frequenti sono nell'ordine:
- nodulare: è il più comune e costituisce la metà dei casi. Si presenta spesso come un nodulo cupoliforme di colore dal rosa scuro al rosso sino al bruno, di consistenza dura, spesso traslucido e con teleangectasie visibili; può contenere spazi cistici e può essere pigmentato. Crescendo, la superficie della lesione diventa più irregolare. Le sedi più comuni sono il capo e il collo. Microscopicamente è caratterizzato da grandi nidi di cellule che si dispongono a palizzata nello strato a contatto con lo stroma. I nidi sono immersi nel derma e ne sono separati da mucina e da fessure artefattuali dovute a retrazione. Possono essere o meno legati alla loro origine nell'epidermide. Il derma attorno ai nidi presenta spesso elastosi solare, alterazioni mixoidi e calcificazioni.
- superficiale: noto anche come pagetoide o bowenoide, si presenta come una chiazza o una placca lievemente o intensamente eritematosa, dalla forma irregolare, dalla superficie talvolta crostosa, atrofica o con fini teleangectasie e dai margini leggermente rilevati. Presenta una prevalente crescita orizzontale parallela all'epidermide con scarsa infiltrazione nel derma sotto forma di gemme o piccoli cordini; il margine inferiore è spesso delineato da fessure artefattuali prominenti. Presso il tumore può essere riscontrato un infiltrato costituito prevalentemente da linfociti e secondariamente da cellule di Langerhans e mastociti. La sede più frequente è il tronco.
- infiltrativo: è una forma aggressiva che si presenta spesso come una chiazza, placca o nodulo intensamente eritematoso e frequentemente ulcerato. Istologicamente è costituito da numerosi cordoni o nidi di 5-8 cellule allungati, di dimensione variabile, forma irregolare e spesso angolata, assenza di disposizione a palizzata dello strato più esterno ed elevata attività mitotica. Il derma circostante presenta un'intensa reazione desmoplastica. È in grado di infiltrare profondamente il derma e di penetrare sino all'ipoderma e allo strato muscolare. È l'istotipo che più frequentemente è in grado di dare luogo a metastasi.
- micronodulare:  è la forma meno comune tra i quattro sottotipi principali. È costituito da piccoli ma numerosi nidi di cellule basaloidi di forma tondeggiante o allungata ma di aspetto omogeneo immersi nel derma. Le fessure artefattuali di retrazione sono rare. Il derma mostra aspetto fibrotico o mixoide e intensa reazione desmoplastica. Sembra avere un comportamento intermedio tra il sottotipo nodulare e l'infiltrativo.

Esistono tuttavia altri sottotipi più rari:
- morfeiforme: noto anche come sclerodermiforme o cicatriziale, è un sottotipo aggressivo e costituisce il 5% dei casi. Si presenta sotto forma di una chiazza o placca madreperlacea o giallastra dalla superficie liscia lievemente rilevata o atrofica, margini irregolari e sfumati, con teleangectasie, di aspetto simile ad una morfea. Alla palpazione ha consistenza dura e i limiti della lesione si estendono oltre i margini visibili. L'ulcerazione è rara. Istologicamente è caratterizzato da stretti cordoni angolati di 1-3 cellule di spessore immersi in un denso stroma ricco di collagene. I cordoni possono degenerare in strutture fibrotiche. Le cellule mostrano elevata attività mitotica e necrosi. È un tumore invasivo in grado di penetrare sino all'ipoderma. Le sedi più frequenti sono il capo e il tronco. Se insorge al viso può causare una parestesia localizzata.
- basosquamoso: noto anche come metatipico. Si considerano tali quei carcinomi basocellulari che mostrano caratteristiche del carcinoma spinocellulare quali piccoli aggregati di cellule di grandi dimensioni, citoplasma eosinofilo, grandi nuclei ipocromici, perle cornee, assenza di disposizione a palizzata, presenza di stroma denso e abbondante. Questa forma è aggressiva e ha un potenziale metastatico superiore agli altri carcinomi basocellulari. Le metastasi, benché molto rare (0,003-0,55% dei casi)[29] possono diffondersi sia per via ematica che per via linfatica e in casi eccezionali possono impiantarsi in seguito ad inalazione.[30]
- cistico: macroscopicamente è caratterizzato da noduli blu, violacei o grigi, spesso multipli, non di rado pigmentati, associati o meno a teleangectasie. Microscopicamente è costituito da cisti multiloculari ripiene di mucina e da noduli cistici in formazione. Lo stroma è abbondante e la reazione desmoplastica scarsamente presente.
- fibroepiteliale: noto anche come fibroepitelioma di Pinkus, si presenta come un nodulo esofitico dal rosa tenue al rosso, di aspetto carnoso, consistenza molle e superficie spesso lucida. Microscopicamente è costituito da cordoni che confluiscono tra loro formando numerose anastomosi "ad alveare" che definiscono isole di stroma lasso circolari o irregolari; la disposizione a palizzata è frequentemente presente. La sede più frequente è la regione lombo-sacrale. È un sottotipo raro, a lenta crescita, che colpisce prevalentemente soggetti caucasici tra i 30 e i 50 anni di sesso femminile.
- pigmentato: presenta grandi isole di cellule basaloidi, disposizione a palizzata delle cellule più esterne e spiccata pigmentazione centrale. È frequente nelle popolazioni asiatiche dove la maggioranza dei carcinomi basocellulari è pigmentata (a prescindere dall'appartenenza a questo specifico sottotipo), raro nei caucasici. A causa del suo aspetto macroscopico può essere scambiato per un melanoma.
- ulcera rodente: noto anche come ulcera di Jakob o nella forma latina ulcus rodens. Microscopicamente presenta un aspetto simile al nodulare con una grande area di necrosi centrale. È una forma aggressiva ma a lento accrescimento in grado di determinare ulcere di grandi dimensioni, profonde e sfiguranti che possono raggiungere l'osso. La sede più frequente è il capo, in particolare il naso.
- polipoide: si presenta sotto forma di noduli esofitici polipoidi. Le sedi preferenziali sono capo e collo.
- pore-like: ha un aspetto stellato o simile ad un poro cutaneo. Le sedi preferenziali sono le aree ricche di ghiandole sebacee del viso come fronte, naso, solchi naso-genieni. È un sottotipo raro ma più frequente nel sesso maschile e nei fumatori.[31]
- aberrante: sono classificati come tali quei carcinomi basocellulari che insorgono in soggetti senza particolari fattori di rischio e in sedi anomale come ascelle, capezzoli, scroto, vulva e perineo.

## Clinica
L'aspetto macroscopico dei carcinomi basocellulari è eterogeneo. Frequentemente appaiono come piccole chiazze/placche o noduli rosati, traslucidi o perlacei con teleangectasie periferiche ma possono presentare aspetti crostosi, escoriati, lichenoidi o ulcere. Possono essere pigmentati e in questo caso la melanina è solitamente distribuita in modo irregolare. Nell'80% dei casi le lesioni insorgono al capo o al collo. È un carcinoma a lenta crescita.
Sono state individuate alcune caratteristiche che permettono di distinguere i carcinomi basocellulari ad alto rischio:
| Caratteristica                                      |
| --------------------------------------------------- |
| sottotipo morfeiforme, infiltrativo o micronodulare |
| dimensione massima > 5 cm                           |
| sede centro-facciale o alle orecchie                |
| invasione perineurale o perivascolare               |
| immunosoppressione                                  |
| lesione recidivante                                 |
| coinvolgimento linfonodale o metastasi              |

## Diagnosi
La diagnosi è in primo luogo clinica. È importante quindi abituarsi a un controllo periodico della pelle sia sotto forma di autocontrollo sia con visite dermatologiche a cadenza periodica. Qualsiasi lesione della pelle, macchia o nevo, che cambia colore, forma, dimensione nel tempo o che tenda a sanguinare per più di tre settimane dovrebbe indurre a un approfondimento specialistico.
L'analisi al dermatoscopio è uno strumento utile per la diagnosi differenziale. I carcinomi basocellulari si presentano sotto forma di aree destrutturate di colore bianco, rosa, marrone o grigio, aree "a foglia d'acero", strutture concentriche, globuli blu-grigi e diffuse teleangectasie a virgola o arborizzanti.
L'analisi alla tomografia ottica a coerenza di fase ad alta definizione (HD-OCT) è di raro utilizzo clinico e sfruttata prevalentemente per la ricerca. Permette di studiare lesioni fino a 0,57 mm di profondità. Un'altra tecnica utilizzabile è la microscopia confocale.
Le lesioni dubbie in seguito ad esame obiettivo e dermoscopia devono essere sottoposte a biopsia escissionale ed esame istopatologico ma si può ricorrere anche ad una shave biopsy nel sottotipo nodulare o ad un punch nel morfeiforme.

### Diagnosi differenziale
A causa del loro aspetto alquanto eterogeneo, i carcinomi basocellulari possono mimare altre lesioni di interesse dermatologico da cui possono essere distinte per alcune caratteristiche e tramite la dermatoscopia:
- carcinoma spinocellulare: hanno crescita molto più rapida, aspetto solitamente più crostoso, margini eritematosi, base dura alla palpazione
- malattia di Bowen: chiazza eritematosa con maggiore componente desquamativa spesso prevalente ai margini, la diagnosi differenziale con il sottotipo superficiale può essere difficoltosa denza dermatoscopia o esame istologico
- psoriasi: chiazze/placche multiple, rapida estensione, miglioramento in seguito all'applicazione di corticosteroidi o derivati della vitamina D
- eczema: storia di eczema in anamnesi e risposta ai corticosteroidi
- nevo melanocitico: si distinguono per l'assenza di teleangectasie e per l'eventuale presenza di peli nel contesto della lesione
- melanoma: tinta marrone scuro/nerastra, rapida crescita, alone eritematoso
- mollusco contagioso: lesioni solitamente multiple e ravvicinate con ombelicatura centrale
- cheratoacantoma: lesione singola di grandi dimensioni con cratere e tappo di cheratina centrale
- iperplasia sebacea: si presenta solitamente con lesioni multiple con depressione centrale e dai margini spesso indistinti
- morfea: maggiori dimensioni, alone eritematoso, margini più netti rispetto al sottotipo morfeiforme

## Terapia
Il trattamento dipende da un insieme di fattori: dimensioni, aspetto clinico, sottotipo, sede, comorbidità del paziente, disponibilità della terapia e suo costo. La terapia medica si utilizza nelle lesioni a basso rischio, di piccole dimensioni e poco spesse con l'eccezione delle forme metastatiche o avanzate in cui è possibile somministrare vismodegib. La terapia chirurgica è necessaria per lesioni di grandi dimensioni o spesse, ad alto rischio o ricorrenti.

### Prevenzione
La prevenzione di questa neoplasia si ottiene riducendo l'esposizione ai raggi UV e proteggendo la cute con filtri solari. Il grado di protezione dei filtri solari contenuti nelle creme protettive dipende dal fattore di protezione, che non dovrebbe mai essere inferiore a 15. Il fattore di protezione esprime il rapporto fra la quantità di radiazione UVB in grado di provocare eritema sulla pelle protetta e quantità di radiazione UVB in grado di provocare stesso eritema quando la pelle non è protetta.
L'abbigliamento è utile per schermare la luce del sole. In caso di esposizioni prolungate, soprattutto se la radiazione solare è intensa, si devono preferire camicie a manica lunga, pantaloni lunghi, l'uso di occhiali e/o cappelli con visiera..

### Terapia medica
- L'imiquimod è un immunomodulatore disponibile sotto forma di crema al 5% che stimola TLR7 e TLR8, recettori espressi sui monociti e sulle cellule dendritiche, provocando una maggiore secrezione di citochine infiammatorie da parte di queste cellule che a sua volta promuove una risposta linfocitaria innata e cellulo-mediata di tipo Th1. Viene utilizzato soprattutto per i carcinomi basocellulari superficiali con dimensione massima < 20 mm ma può essere applicato anche sui nodulari poco profondi (< 0,4 mm); nelle lesioni più spesse ha minore efficacia ed è sconsigliato.[37] Gli effetti collaterali più comuni includono eritema, bruciore, prurito, erosioni, formazione di croste, ulcerazioni e alterazioni della pigmentazione nella sede di applicazione associati talvolta a febbre, brividi, mialgie e linfoadenopatia.
- La terapia fotodinamica (PDT) sfrutta la produzione di ROS per indurre necrosi e apoptosi delle cellule del tumore. È piuttosto utilizzata ma ha un'efficacia inferiore rispetto all'imiquimod.
- Il 5-fluorouracile (5-FU) è un inibitore della timidilato sintasi e conseguentemente impedisce alle purine e alle pirimidine di essere incorporate nel DNA e RNA. È raramente utilizzato per il trattamento di carcinomi basocellulari superficiali e di piccole dimensioni. I possibili effetti collaterali sono irritazione, eritema, bruciore, gonfiore e desquamazione in sede di applicazione.
- L'interferone α-2b intralesionale è molto efficace ma raramente utilizzato per via dei suoi costi e della necessità di numerose somministrazioni.[38]
- Il vismodegib è un inibitore di Smoothened indicato per il trattamento di carcinomi basocellulari metastatici o localmente avanzati dove non è possibile effettuare un trattamento chirurgico o la radioterapia. Possibili effetti collaterali sono astenia, calo ponderale, dispnea, iponatremia, fibrillazione atriale, abrasioni corneali, cheratiti, linfopenia, polmoniti e infezioni delle vie urinarie. Si assume sotto forma di compresse per via orale.

### Terapia chirurgica
- L'escissione chirurgica è il trattamento più comune per questo tipo di neoplasia dal momento che ne consente l'esame istologico e la valutazione dei margini. In caso di incompleta rimozione nella maggior parte dei casi può essere effettuato un secondo intervento. La quasi totalità delle lesioni può essere efficacemente rimossa mantenendo un margine di 4–5 mm di cute sana. Le recidive sono inferiori al 2% dei casi e il risultato cosmetico è generalmente buono.[39][40] La chirurgia micrografica di Mohs è indicata nei carcinomi basocellulari di grandi dimensioni che richiedono un ampio margine per ottenere l'escissione completa e nel sottotipo morfeiforme dove è difficoltoso definire i limiti della lesione.[41]
- Il curettage può essere utilizzato nelle lesioni di ridotte dimensioni e va associato a diatermocoagulazione per una profondità di 1 mm. Il trattamento va ripetuto per tre volte e lascia un esito cicatriziale. Non deve essere utilizzato per lesioni di grandi dimensioni, ricorrenti o ad alto rischio.[42]
- La crioterapia, ottenuta un'unica applicazione per 30 secondi di azoto liquido a -50/-60 °C, si utilizza nei carcinomi basocellulari primari a basso rischio. La frequenza delle recidive è simile a quella che si ottiene con l'escissione chirurgica ma il risultato cosmetico è peggiore in quanto tende a provocare ipopigmentazione in sede di intervento. Non richiede anestesia locale ma determina dolore, gonfiore e talvolta comparsa di bolle sierose o siero-ematiche nella sede di intervento.[43]
- La laserterapia con CO2 superpulsata si può usare per piccole lesioni al viso dove dimostra buoni risultati estetici.[44]
- La radioterapia è utilizzata per lesioni recidivanti o nei pazienti che per qualche motivo non possono affrontare un intervento chirurgico. Viene inoltre usata come palliativo nei pazienti inoperabili per migliorarne la qualità della vita. Rispetto all'escissione chirurgica ha minore efficacia e maggiori possibilità di recidiva oltre ad un peggiore risultato cosmetico. È controindicato un secondo ciclo di radioterapia su lesioni già sottoposte a questo trattamento a causa del rischio concreto di sviluppo di ulteriori carcinomi basocellulari o spinocellulari. È inoltre controindicata per lesioni in particolari sedi come palpebre, orecchio e arti inferiori.[45]